# 沃濟拉巴德
沃濟拉巴德是巴基斯坦的城市，由旁遮普省負責管轄，位於該國東北部，距離首府拉合爾100公里，始建於1542年，海拔高度62米，主要農產品有玉米、甘蔗和稻米，2006年人口104,148。

## 外部連結
- 旁遮普语语法：沃济拉巴德区使用的旁遮普语语法简介 （页面存档备份，存于）

1. ↑  . Citypopulation.de website.   [13 December 2023]. （原始内容存档于2018-10-04）.
2. 1 2   (PDF). Pakistan Bureau of Statistics, Government of Pakistan website.   [13 December 2023]. （原始内容 (PDF)存档于8 May 2018）.